# Du riechst so gut
«Du riechst so gut» (с нем. — «Ты пахнешь так хорошо») — первый сингл группы Rammstein из первого альбома Herzeleid. Текст песни был написан вокалистом Тиллем Линдеманном под впечатлением от романа Патрика Зюскинда «Парфюмер» и повествует о хищнике, который находится в поиске жертвы и включает в себя тему безумия и одержимости охотника.
Сингл был перевыпущен в 1998 году под названием «Du riechst so gut ’98» вместе с новым видеоклипом.

## Варианты издания
- Du Riechst so Gut (Standard Retail)

Стандартное издание сингла
- Du Riechst so Gut (Limitiertes Duftdigipack)

Лимитированное издание сингла в ароматном диджипаке
- Riech! box (Very Limited Promo)

Бокс-сет включает в себя вышеуказанный ароматный диджипак и парфюм Calvin Klein Obsession
- Du Riechst so Gut (Promo)

Издавался с пометкой [FOR PROMOTION ONLY] и включал в себя специальную версию песни Du Riechst so Gut и демо Das Alte Leid, под названием Hallo Hallo

## Видеоклип
Первый видеоклип «Du riechst so gut» вышел в 1995 году и представлял собой исполнение композиции Тиллем Линдеманном на белом фоне, с меняющимся планом на членов группы, добермана и цветок гербера, который также изображён на обложке музыкального альбома «Herzeleid».
Помимо этого в клипе присутствовали очки, известные как «Schlitzbrille», которые позже появляются в видеоклипе «Ohne dich».

## Новый видеоклип
В 1998 году вместе с новой версией композиции выходит и новый клип «Du riechst so gut '98».
Теперь видеоклип представляет собой короткометражный фильм, по сюжету которого девушку на лошади преследует оборотень и позже находит её по запаху на балу-маскараде в замке Бабельсберг, после чего соблазняет её и превращает в такого же оборотня, а затем, разделившись на нескольких белых волков, сбегает из замка.
Премьера клипа состоялась 25 мая 1998 года. Съёмки велись с 20 по 25 апреля того же года. Видеоклип был вдохновлён фильмом «В компании волков» .

## Живое исполнение
Песня «Du riechst so gut» была впервые представлена публике на самом первом шоу Rammstein 24 апреля 1994 года в Лейпциге, Германия. Она стала любимой среди фанатов и использовалась в завершении шоу группы в течение многих выступлений Herzeleid тура. Не исполнялась на концертах во время Mutter тура (2001—2002), но затем вернулась в трек-листы в Reise, Reise туре (2004—2005). В начале Liebe ist für alle da тура (2009—2011), исполнялась выборочно вместо песни «Liebe ist für alle da», которую после концерта в Минске заменила полностью и стала исполняться на каждом концерте тура. Звучала на каждом концерте Made in Germany 1995—2011 и фестивального 2016—2017 тура. Также исполняется на всех концертах Stadium Tour.

## Список композиций
| №  | Название                                                                                   | Длительность |
| -- | ------------------------------------------------------------------------------------------ | ------------ |
| 1. | «Du riechst so gut (Single version)» (Ты пахнешь так хорошо)                               | 4:50         |
| 2. | «Wollt ihr das Bett in Flammen sehen? (Album version)» (Вы хотите увидеть постель в огне?) | 5:19         |
| 3. | «Du riechst so gut (Scal Remix) by Project Pitchfork» (Ты пахнешь так хорошо)              | 4:45         |

## Над синглом работали
- Тилль Линдеманн — вокал
- Рихард Круспе — соло-гитара
- Пауль Ландерс — ритм-гитара
- Оливер Ридель — бас-гитара
- Кристоф Шнайдер — ударные
- Кристиан Лоренц — клавишные